# Ryder Cup 2004
La 35ª Ryder Cup tuvo lugar entre el 17 y el 19 de septiembre de 2004 en el Oakland Hills Country Club de Bloomfield Township, Míchigan.
El equipo europeo ganó el torneo por un resultado final de 18&1/2 - 9&1/2, siendo Colin Montgomerie el jugador que firmó la victoria, y manteniendo su récord de no haber perdido un solo partido individual en sus siete participaciones en el torneo. El margen de victoria en el mayor conseguido por el equipo europeo en la historia del torneo, y el mayor desde 1981, cuando el equipo estadounidense ganó al europeo por el mismo tanteo. Además es el mayor margen de victoria por el que el equipo europeo ha ganado en tierra estadounidense.

## Los equipos

### Estados Unidos
| Estados Unidos |                             |                       |
| Nombre         | Residencia                  | Notas                 |
| Hal Sutton     | Shreveport, Luisiana        | Capitán del equipo    |
| Chad Campbell  | Lewisville, Texas           |                       |
| Stewart Cink   | Duluth, Georgia             | Elección del capitán  |
| Chris DiMarco  | Orlando, Florida            |                       |
| Fred Funk      | Ponte Vedra Beach, Florida  |                       |
| Jim Furyk      | Ponte Vedra Beach, Florida  |                       |
| Jay Haas       | Greenville, South Carolina  | Elección del capitán  |
| Davis Love III | Sea Island, Georgia         |                       |
| Phil Mickelson | Rancho Santa Fe, California |                       |
| Kenny Perry    | Franklin, Kentucky          |                       |
| Chris Riley    | Las Vegas, Nevada           | Primera participación |
| David Toms     | Shreveport, Luisiana        |                       |
| Tiger Woods    | Windermere, Florida         |                       |

### Europa
| Europa               |                               |                            |                       |
| Nombre               | Nacionalidad                  | Residencia                 | Notas                 |
| Bernhard Langer      | Anhausen, Alemania            | Boca Raton, Florida        | Capitán del equipo    |
| Paul Casey           | Weybridge, Reino Unido        | Scottsdale, Arizona        |                       |
| Darren Clarke        | Dungannon, Irlanda del Norte  | Chobham, Reino Unido       |                       |
| Luke Donald          | High Wycombe, Reino Unido     | Chicago, Illinois          | Elección del capitán  |
| Sergio García        | Castellón de la Plana, España | Borriol, España            |                       |
| Pádraig Harrington   | Dublín, Irlanda               | Dublín, Irlanda            |                       |
| David Howell         | Swindon, Reino Unido          | Weybridge, Reino Unido     | Primera participación |
| Miguel Ángel Jiménez | Málaga, España                | Málaga, España             |                       |
| Thomas Levet         | París, Francia                | Warfield, Reino Unido      |                       |
| Paul McGinley        | Dublín, Irlanda               | Sunningdale, Reino Unido   |                       |
| Colin Montgomerie    | Escocia                       | Londres, Reino Unido       | Elección del capitán  |
| Ian Poulter          | Hitchin, Reino Unido          | Milton Keynes, Reino Unido |                       |
| Lee Westwood         | Worksop, Reino Unido          | Worksop, Reino Unido       |                       |

## Resultados

### Viernes, 17 de septiembre

#### Four-ball
El capitán estadounidense, Hal Sutton, sale con sus dos máximas figuras, Tiger Woods y Phil Mickelson en el partido inaugural del torneo, con la intención de empezar a dominar en el marcador desde el comienzo. La táctica de Sutton no funciona, ya que la pareja estadounidense no realiza un buen recorrido y pierde su primer punto. Solo un putt de Chris Riley en el hoyo del 18 mantiene la honra del equipo americano en estos primeros partidos, y le concede el único punto que consigue el equipo americano en la jornada matinal.
| Bandera de Estados Unidos | Results          |                        |
| ------------------------- | ---------------- | ---------------------- |
| Woods/Mickelson           | 2 & 1            | Montgomerie/Harrington |
| Love III/Campbell         | 5 & 4            | Clarke/Jiménez         |
| Riley/Cink                | Empate           | McGinley/Donald        |
| Toms/Furyk                | 4 & 3            | García/Westwood        |
| ½                         | Four-balls       | 3½                     |
| ½                         | Resultado global | 3½                     |

#### Foursomes
La sesión vespertina también le es favorable al equipo europeo. Mickelson y Woods vuelven a perder su partido, y el equipo americano solo puede conseguir una victoria en los cuatro partidos. Europa consigue acabar el primer día con la mayor ventaja que había conseguido en la primera jornada en la historia del torneo.
| Bandera de Estados Unidos | Results          |                        |
| ------------------------- | ---------------- | ---------------------- |
| Haas/DiMarco              | 3 & 2            | Jiménez/Levet          |
| Love III/Funk             | 4 & 2            | Harrington/Montgomerie |
| Mickelson/Woods           | 1 arriba         | Clarke/Westwood        |
| Perry/Cink                | 2 & 1            | Donald/García          |
| 1                         | Foursomes        | 3                      |
| 1½                        | Resultado global | 6½                     |

### Sábado, 18 de septiembre

#### Four-ball
| Bandera de Estados Unidos | Results          |                        |
| ------------------------- | ---------------- | ---------------------- |
| Haas/DiMarco              | Empate           | García/Westwood        |
| Riley/Woods               | 4 & 3            | Clarke/Poulter         |
| Campbell/Furyk            | 1 arriba         | Casey/Howell           |
| Cink/Love III             | 3 & 2            | Harrington/Montgomerie |
| 2½                        | Four-balls       | 1½                     |
| 4                         | Resultado global | 8                      |

#### Foursomes
| Bandera de Estados Unidos | Results          |                     |
| ------------------------- | ---------------- | ------------------- |
| Haas/DiMarco              | 5 & 4            | Clarke/Westwood     |
| Mickelson/Toms            | 4 & 3            | Jiménez/Levet       |
| Furyk/Funk                | 1 arriba         | Donald/García       |
| Love III/Woods            | 4 & 3            | Harrington/McGinley |
| 1                         | Foursomes        | 3                   |
| 5                         | Resultado global | 11                  |

### Domingo, 19 de septiembre

#### Individuales
| Bandera de Estados Unidos | Results         |                      |
| ------------------------- | --------------- | -------------------- |
| Tiger Woods               | 3 & 2           | Paul Casey           |
| Phil Mickelson            | 3 & 2           | Sergio García        |
| Davis Love III            | Empate          | Darren Clarke        |
| Jim Furyk                 | 6 & 4           | David Howell         |
| Kenny Perry               | 1 arriba        | Lee Westwood         |
| David Toms                | 1 arriba        | Colin Montgomerie    |
| Chad Campbell             | 5 & 3           | Luke Donald          |
| Chris DiMarco             | 1 arriba        | Miguel Ángel Jiménez |
| Fred Funk                 | 1 arriba        | Thomas Levet         |
| Chris Riley               | 3 & 2           | Ian Poulter          |
| Jay Haas                  | 1 arriba        | Pádraig Harrington   |
| Stewart Cink              | 3 & 2           | Paul McGinley        |
| 4½                        | Individuales    | 7½                   |
| 9½                        | Resultado final | 18½                  |